# Whois
| Familie: | Internetprotokollfamilie                      |                 |                 |                 |                 |
| Einsatzgebiet: | Abfrage von Domain-, AS- und IP-Informationen |                 |                 |                 |                 |
| Ports: | 43/TCP                                        |                 |                 |                 |                 |
| \| Anwendung \| Whois \| Whois \| Whois \| Whois \| Whois \| \| Transport \| TCP \| TCP \| TCP \| TCP \| TCP \| \| Internet \| IP (IPv4, IPv6) \| IP (IPv4, IPv6) \| IP (IPv4, IPv6) \| IP (IPv4, IPv6) \| IP (IPv4, IPv6) \| \| Netzzugang \| Ethernet \| Token Bus \| Token Ring \| FDDI \| … \| |                                               |                 |                 |                 |                 |
| Standards: | RFC 2167 (RWhois 1997) RFC 3912 (Whois 2004)  |                 |                 |                 |                 |
| Anwendung | Whois                                         | Whois           | Whois           | Whois           | Whois           |
| Transport | TCP                                           | TCP             | TCP             | TCP             | TCP             |
| Internet | IP (IPv4, IPv6)                               | IP (IPv4, IPv6) | IP (IPv4, IPv6) | IP (IPv4, IPv6) | IP (IPv4, IPv6) |
| Netzzugang | Ethernet                                      | Token Bus       | Token Ring      | FDDI            | …               |

Whois (englisch who is ‚wer ist‘) ist ein Protokoll, mit dem von einem verteilten Datenbanksystem Informationen zu Internet-Domains und IP-Adressen und deren Eigentümern („Registrant“) abgefragt werden können.
Whois-Anfragen werden seit ihren Anfängen vor allem über die Kommandozeile durchgeführt. Da entsprechende Client-Software nicht für alle gängigen Betriebssysteme verfügbar war, setzten sich früh Web-basierte Frontends durch. Trotz späterer entsprechender Versionen erfreuen sich Web-Whois-Anbieter immer noch großer Beliebtheit, nicht zuletzt aus Gründen der Aktualität bei Domain-Lookups.
Aus Datenschutzgründen können die Inhaber von .de-Domains bereits seit Ende der 2000er Jahre nicht mehr über das Whois-Protokoll abgefragt werden, sondern nur noch über die Homepage des DENIC. Mitte der 2010er Jahre sicherte diese das Website-Formular mit einem Captcha gegen automatisierte Zugriffe.
Seit im Mai 2018 die Datenschutz-Grundverordnung anzuwenden war, stellt die Abfrage Dritten nur die technische Information der Nameserver sowie Mailadressen zur Kontaktaufnahme zur Verfügung. Außerdem erhalten Inhaber selbst die eingetragenen Daten, etwa zur Prüfung, zeitbegrenzt über einen Link, der an die hinterlegte Mailadresse gesendet wird. Dritte hingegen können die Inhaberdaten über gesonderte Formulare nur noch als Behörde sowie bei nachweisbaren Rechtsstreitigkeiten anfordern, etwa wegen Namensrechten oder Pfändungen.
Der Begriff „Whois“ wird auch für weitere, vergleichbare Abfragen verwendet, zum Beispiel Nutzerinformationen im IRC betreffend.

## Protokoll
Auf dem durch die IANA festgelegten Port 43/TCP wird ein Klartextprotokoll definiert. Das Schwesterprotokoll RWhois erweitert Whois um Weiterleitungen und eine hierarchische Struktur, ähnlich dem Domain Name System. Abfragen bestehen wie in HTTP 0.9 aus einer einzelnen Zeile, die durch den Client an einen geöffneten Socket übergeben wird. Auf den ersten Linefeed folgt die Antwort des Whois-Servers. Manche Datenbanken, darunter auch whois.denic.de gestatten die Angabe des Encodings oder des Abfragetyps durch eigene der Query vorangestellte, aber nicht normierte Parameter.
Durch seine Architektur können Abfragen wie im folgenden Beispiel auch mit einem Telnet-Client durchgeführt werden.
| Client                                                           | Server                               |
| ---------------------------------------------------------------- | ------------------------------------ |
| Eine TCP-Verbindung wird mit dem Drei-Wege-Handschlag aufgebaut. |                                      |
| (SYN)                                                            |                                      |
|                                                                  | (SYN+ACK)                            |
| (ACK)                                                            |                                      |
| Die eigentliche Abfrage mit Antwort                              |                                      |
| example.com<CR><LF>                                              |                                      |
|                                                                  | Whois record von example.com<CR><LF> |
|                                                                  | Fortsetzung<CR><LF>                  |
| Die TCP-Verbindung wird beendet                                  |                                      |
|                                                                  | (FIN)                                |
| (FIN)                                                            |                                      |

## Geschichte
In den Anfängen des Internets lag die Registrierung und Verwaltung aller Domänen des ARPANET in den Händen der DARPA. Diese Zentralisierung ermöglichte es, bei einem einzigen Server Informationen über alle vergebenen IP-Adressen, Domänen und Personen zu erhalten. Die geringe Anzahl an Datensätzen ermöglichte auch unscharfe Suchen nach Namen oder beliebigen Inhalten. Mit zunehmender Öffnung der Netze, dem Hinzukommen neuer Registrare und Missbrauch durch Spam-Versender wurden die Suchkriterien zusehends eingeschränkt. Ein Trend, der sich bis heute fortgesetzt hat, sodass heutige Whois-Server mitunter restriktive Abfragequoten definieren und einige Web-Whois-Anbieter ihren Dienst durch Captchas schützen oder andere Wege der Bot-Erkennung einsetzen.
Als das ARPANET in den späten 1980er Jahren im Internet aufging, verblieb DARPA zunächst als Registrar, bis die National Science Foundation diese Aufgabe kommerziellen Dritten übertrug.
Am 1. Dezember 1999 begann die Zuständigkeit der ICANN für die drei populären .com-, .net- und .org-Domains, wobei auch auf ein Modell umgestellt wurde, welches die vollständigen Datensätze zu den jeweiligen Registraren delegiert („thin“) und mit althergebrachten Clients nur mehr eingeschränkt funktionierte. Ab 1. Januar 2003 übernahm die Public Interest Registry (unter Führung von Afilias) den Betrieb von .org, wieder im Modell einer zentralen Datenhaltung („thick“).
Heute, mit der Existenz neuer generischer und gesponserter Top-Level-Domains und auch neuer Länderdomains, besteht ein komplexes, lückenhaftes Geflecht, das für einen erfolgreichen Domain-Lookup die Kenntnis des entsprechenden Whois-Servers erfordert.
Um bestehende Nachteile zu beseitigen, bildete sich 2004 eine IETF-Arbeitsgruppe, um einen neuen Standard mit dem Arbeitstitel CRISP (Cross Registry Information Service Protocol) auszuarbeiten. Ein erstes Ergebnis dieser Anstrengungen ist das XML-basierende IRIS-Protokoll, dessen Klassen an RPSL-Strukturen erinnern.
Frühere Versuche, Whois-Informationen via LDAP zugänglich zu machen, oder das Whois++ waren erfolglos.
Ab 26. August 2019 müssen Domain-Händler und Betreiber aller Adresszonen, die vertraglich an die Domain-Verwaltung ICANN gebunden sind, den
Zugriff auf Domain-Inhaberdaten per Whois-Protokoll einstellen und auf das Registration-Data-Access-Protokoll (RDAP) umsteigen.

## Probleme und Datenschutz
Weder Struktur und Zeichenkodierung der Rückgabe noch Fehlerbehandlung unterliegen Standards, wodurch sich domänenübergreifende maschinelle Auswertung erschwert.
Domänenlookups obliegen der jeweils mit der Verwaltung betrauten Organisation oder NIC und sind nicht für jede Top-Level-Domain verfügbar. In der Regel lassen sich hier detaillierte Informationen, die bei der Domain-Registrierung angegeben werden müssen, abfragen.
Die einzelnen Domain Name Registries handhaben den Umgang mit Whois-Daten häufig sehr unterschiedlich. Die öffentliche Bereitstellung von Telefonnummern im Rahmen von Whois-Einträgen beispielsweise unterliegt einer beständigen Diskussion, die 2006 durch einen Vorschlag der ICANN erneut aufflammte. Da ein administrativer Kontakt für eventuelle missbräuchliche Nutzung auch vorgesehen ist, beschränken sich manche Anbieter schon heute auf eine Liste der Nameserver oder Informationen über die Registrierbarkeit.
Mit Geltung der Datenschutz-Grundverordnung ab 25. Mai 2018 dürfen in Europa diese Daten nicht mehr öffentlich sichtbar sein.
Da es keine Namenskonventionen für Whois-Server gibt, führen gängige Clients wie GNU jwhois Entsprechungslisten mit, die bei jeder Änderung eines Konfigurationsupdates bedürfen.

## Beispiel einer Domänenabfrage
Die whois-Anfrage auf die Domain wikipedia.org bei whois.publicinterestregistry.net ergibt zum Beispiel, auf das Wesentliche gekürzt, folgendes Ergebnis:
```
 Domain ID:D51687756-LROR
 Domain Name:WIKIPEDIA.ORG
 Created On:13-Jan-2001 00:12:14 UTC
 Last Updated On:02-Dec-2009 20:57:17 UTC
 Expiration Date:13-Jan-2015 00:12:14 UTC
 Sponsoring Registrar:GoDaddy.com, Inc. (R91-LROR)
 Status:CLIENT DELETE PROHIBITED
 Status:CLIENT RENEW PROHIBITED
 Status:CLIENT TRANSFER PROHIBITED
 Status:CLIENT UPDATE PROHIBITED

 Registrant ID:CR31094073
 Registrant Name:DNS Admin
 Registrant Organization:Wikimedia Foundation, Inc.
 Registrant Street1:149 New Montgomery Street
 Registrant Street2:Third Floor
 Registrant Street3:
 Registrant City:San Francisco
 Registrant State/Province:California
 Registrant Postal Code:94105
 Registrant Country:US
 Registrant Phone:+1.4158396885
 Registrant Phone Ext.:
 Registrant FAX:+1.4158820495
 Registrant FAX Ext.:
 Registrant Email:dns-admin@wikimedia.org

 Admin ID:CR31094075
 Admin Name:DNS Admin
 Admin Organization:Wikimedia Foundation, Inc.
 Admin Street1:149 New Montgomery Street
 Admin Street2:Third Floor
 Admin Street3:
 Admin City:San Francisco
 Admin State/Province:California
 Admin Postal Code:94105
 Admin Country:US
 Admin Phone:+1.4158396885
 Admin Phone Ext.:
 Admin FAX:+1.4158820495
 Admin FAX Ext.:
 Admin Email:dns-admin@wikimedia.org

 Tech ID:CR31094074
 Tech Name:DNS Admin
 Tech Organization:Wikimedia Foundation, Inc.
 Tech Street1:149 New Montgomery Street
 Tech Street2:Third Floor
 Tech Street3:
 Tech City:San Francisco
 Tech State/Province:California
 Tech Postal Code:94105
 Tech Country:US
 Tech Phone:+1.4158396885
 Tech Phone Ext.:
 Tech FAX:+1.4158820495
 Tech FAX Ext.:
 Tech Email:dns-admin@wikimedia.org

 Name Server:NS0.WIKIMEDIA.ORG
 Name Server:NS1.WIKIMEDIA.ORG
 Name Server:NS2.WIKIMEDIA.ORG
 Name Server:
 Name Server:
 Name Server:
 Name Server:
 Name Server:
 Name Server:
 Name Server:
 Name Server:
 Name Server:
 Name Server:
 DNSSEC:Unsigned

```

Während sich das Format der Rückgabe auf Domain-Abfragen nur bei einigen Anbietern an RPSL orientiert, folgen Resultate von IP-, AS-, Role- oder Person-Abfragen sowie zum Download zur Verfügung stehende Datenbanken (wie etwa bei Merit IRR Services) diesem Standard weitgehend.
- Die Abfrage auf die IP gibt zusätzlich die Information, in welchem IP-Bereich die Adresse liegt, und wo diese IPs registriert sind:

```
 abc@example:~# whois 66.230.200.100
 Neucom, Inc. NEUCOM (NET-66-230-192-0-1)
                                  66.230.192.0 - 66.230.239.255
 Wikimedia Foundation Inc. WIKIMEDIA-66-230-200 (NET-66-230-200-0-1)
                                  66.230.200.0 - 66.230.200.255

 # ARIN WHOIS database, last updated 2007-07-22 19:10

```

## Liste von Whois-Servern

### IP- und AS-Lookups

Regionale Zuständigkeit

Datenbanken für IP-Lookups (IPv4 und IPv6) werden von den fünf RIRs (Regional Internet Registry) betreut und gewartet.
Die Datenbanken der Regional Internet Registries stehen in der Regel auf deren Webseiten auch zum Download bereit. Die in diesen Paketen enthaltenen Informationen enthalten zum Schutz vor Missbrauch keine Personen-Klassen.
Informationen über Autonome Systeme werden ebenfalls durch die RIRs bereitgestellt.

### Generische Top-Level-Domains (gTLD)
Bei den aufgelisteten Servern handelt es sich um Whois-Server, die ihre Informationen auf Port 43/TCP bereitstellen, nicht aber um Web-Frontends der betreffenden Anbieter.
| .aero | whois.aero            | .asia | whois.dotasia.net         | .biz    | whois.neulevel.biz         |
| .cat  | whois.cat             | .com  | whois.internic.net        | .coop   | whois.nic.coop             |
| .edu  | whois.educause.net    | .eu   | whois.eu                  | .gov    | whois.nic.gov              |
| .info | whois.afilias.net     | .int  | whois.iana.org            | .jobs   | jobswhois.verisign-grs.com |
| .mil  | nicht mehr verfügbar  | .mobi | whois.dotmobiregistry.net | .museum | whois.museum               |
| .name | whois.nic.name        | .net  | whois.internic.net        | .org    | whois.pir.org              |
| .pro  | whois.registrypro.pro | .tel  | whois.nic.tel             | .travel | whois.nic.travel           |

Anmerkung
1. ↑  Ehemals whois.nic.mil (Memento vom 17. August 2000 im Internet Archive)

### Second-Level-Domain-Whois
Vereinzelt können Second-Level-Domains eigene Whois-Server betreiben. In manchen Ländern, die dem „.co.uk“-ähnlichen Schema folgen, übernimmt dies die zuständige NIC.
Auch einige kommerzielle Anbieter wie Centralnic (unter anderem .de.com), ausregistry (unter anderem .com.au) oder info.at (unter anderem .info.at) stellen Whois-Informationen bereit.

## Abfrage von Whois-Datenbanken
Um Whois-Informationen auch mittels Webbrowser verfügbar zu machen, existieren verschiedenste Whois-Proxy-Dienste. In vielen Fällen handelt es sich um von Domainhändlern und Registraren betriebene Services, die nur vereinzelte Domains und nur selten IP- oder AS-Informationen abdecken. Für weiterführende Suchen empfiehlt sich die Nutzung eines entsprechenden Clients in der Kommandozeile.
Bei den meisten gängigen Heim- und Server-Betriebssystemen ist ein Whois-Client entweder im Lieferumfang enthalten oder zumindest frei verfügbar. Einfache Abfragen können in der Kommandozeile mit dem Programm whois abgesetzt werden. Folgend ein Beispiel für die Syntax:
```
$
 
whois
 
wikipedia.org

```

Alternativ kann auch eine IP-Adresse whois 208.80.154.225 oder ein Autonomes System whois AS14907 angegeben werden. Außerdem ist die Abfrage mittels eines Telnet-Clients möglich:
```
$
 
telnet
 
whois.internic.net
 
43

example.com
 
<CR><LF>

```

### Liste der Whois-Server der fünf RIRs
| Whois-Server für IP-Lookups nach RIR | Whois-Server für IP-Lookups nach RIR | Whois-Server für IP-Lookups nach RIR                     | Whois-Server für IP-Lookups nach RIR |
| ------------------------------------ | ------------------------------------ | -------------------------------------------------------- | ------------------------------------ |
| RIPE NCC                             | http://www.ripe.net/                 | Réseaux IP Européens                                     |                                      |
| ARIN                                 | http://www.arin.net/                 | American Registry For Internet Numbers                   |                                      |
| APNIC                                | http://www.apnic.net/                | Asia Pacific Network Information Centre                  |                                      |
| LACNIC                               | http://www.lacnic.net/               | Latin American and Caribbean Internet Addresses Registry |                                      |
| AfriNIC                              | http://www.afrinic.net/              | African Network Information Centre                       |                                      |

### Requests For Comments (RFC)
Whois:
- RFC: 812 – NICNAME/WHOIS. 1. März 1982 (abgelöst, englisch).
- RFC: 954 – NICNAME/WHOIS. Oktober 1985 (abgelöst, englisch).
- RFC: 1714 – Referral Whois Protocol (RWhois). November 1994 (abgelöst, englisch).
- RFC: 2167 – Referral Whois (RWhois) Protocol V1.5. Juni 1997 (englisch).
- RFC: 3912 – WHOIS Protocol Specification. September 2004 (englisch).

Als Ablöser gehandelte Protokolle:
- Whois++: RFC 1834,[11] RFC 1835,[12] RFC 1913,[13] RFC 1914,[14] RFC 2957,[15] RFC 2958[16]
- CRISP/IRIS: RFC 3707,[17] RFC 3981,[18] RFC 3982,[19] RFC 3983[20]